# Tim Heinz
Tim Heinz (Mertzig, 5 febbraio 1982) è un ex calciatore lussemburghese, di ruolo difensore.

## Carriera

### Club
Ha giocato nella massima serie lussemburghese.

### Nazionale
Tra il 2005 e il 2007 ha giocato 6 partite con la nazionale lussemburghese.

## Statistiche

### Cronologia presenze e reti in nazionale
| Cronologia completa delle presenze e delle reti in nazionale ― Lussemburgo | Cronologia completa delle presenze e delle reti in nazionale ― Lussemburgo | Cronologia completa delle presenze e delle reti in nazionale ― Lussemburgo | Cronologia completa delle presenze e delle reti in nazionale ― Lussemburgo | Cronologia completa delle presenze e delle reti in nazionale ― Lussemburgo | Cronologia completa delle presenze e delle reti in nazionale ― Lussemburgo | Cronologia completa delle presenze e delle reti in nazionale ― Lussemburgo | Cronologia completa delle presenze e delle reti in nazionale ― Lussemburgo |
| Data                                                                       | Città                                                                      | In casa                                                                    | Risultato                                                                  | Ospiti                                                                     | Competizione                                                               | Reti                                                                       | Note                                                                       |
| -------------------------------------------------------------------------- | -------------------------------------------------------------------------- | -------------------------------------------------------------------------- | -------------------------------------------------------------------------- | -------------------------------------------------------------------------- | -------------------------------------------------------------------------- | -------------------------------------------------------------------------- | -------------------------------------------------------------------------- |
| 30-3-2005                                                                  | Riga                                                                       | Lettonia                                                                   | 4 – 0                                                                      | Lussemburgo                                                                | Qual. Mondiali 2006                                                        | -                                                                          |                                                                            |
| 8-6-2005                                                                   | Lussemburgo                                                                | Lussemburgo                                                                | 0 – 4                                                                      | Slovacchia                                                                 | Qual. Mondiali 2006                                                        | -                                                                          | 22’                                                                        |
| 3-9-2005                                                                   | Faro                                                                       | Portogallo                                                                 | 6 – 0                                                                      | Lussemburgo                                                                | Qual. Mondiali 2006                                                        | -                                                                          |                                                                            |
| 1-3-2006                                                                   | Lussemburgo                                                                | Lussemburgo                                                                | 0 – 2                                                                      | Belgio                                                                     | Amichevole                                                                 | -                                                                          |                                                                            |
| 27-5-2006                                                                  | Friburgo in Brisgovia                                                      | Germania                                                                   | 7 – 0                                                                      | Lussemburgo                                                                | Amichevole                                                                 | -                                                                          | 71’                                                                        |
| 7-2-2007                                                                   | Hesperange                                                                 | Lussemburgo                                                                | 2 – 1                                                                      | Gambia                                                                     | Amichevole                                                                 | -                                                                          | 91’                                                                        |
| Totale                                                                     |                                                                            | Presenze                                                                   | 6                                                                          |                                                                            | Reti                                                                       | 0                                                                          |                                                                            |

## Palmarès

### Club

#### Competizioni nazionali
- Coppa del Lussemburgo: 1

Grevenmacher: 2007-2008